# Häbbersjön, Ångermanland
Häbbersjön är en sjö i Sollefteå kommun och Örnsköldsviks kommun i Ångermanland och ingår i Ångermanälvens huvudavrinningsområde. Sjön har en area på 1,07 kvadratkilometer och ligger 314,3 meter över havet. Sjön avvattnas av vattendraget Kvarnån.

## Delavrinningsområde
Häbbersjön ingår i det delavrinningsområde (704145-157514) som SMHI kallar för Utloppet av Häbberssjön. Medelhöjden är 351 meter över havet och ytan är 12,51 kvadratkilometer. Det finns inga avrinningsområden uppströms utan avrinningsområdet är högsta punkten. Kvarnån som avvattnar avrinningsområdet har biflödesordning 3, vilket innebär att vattnet flödar genom totalt 3 vattendrag innan det når havet efter 165 kilometer. Avrinningsområdet består mestadels av skog (63 procent) och sankmarker (16 procent). Avrinningsområdet har 1,07 kvadratkilometer vattenytor vilket ger det en sjöprocent på 8,6 procent.